# Melitaea seilemis
Melitaea seilemis är en fjärilsart som beskrevs av Hans Fruhstorfer 1917. Melitaea seilemis ingår i släktet Melitaea och familjen praktfjärilar. Inga underarter finns listade i Catalogue of Life.